# Souaflia
Souaflia (em árabe: السوافلية) é uma cidade e comuna localizada na província de Mostaganem, Argélia. De acordo com o censo de 2008, a população total da cidade era de 17 223 habitantes.